# 魔法島嶼
在托爾金（J. R. R. Tolkien）小說裡，魔法島嶼（Enchanted Isles）是貝爾蘭（Belegaer）的群島，伊瑞西亞島（Tol Eressea）以東。
魔法島嶼是維拉（Vala）在諾多精靈（Noldor）叛亂後為了保護維林諾（Valinor）及伊瑞西亞島而設立的。魔法島嶼的實際島嶼數目不定，沒有地圖可顯示穿越魔法島嶼，未經許可進入維林諾的船隻會陷入魔法島嶼的陷阱中。附近海域佈滿濃霧。島嶼被施法，任何人踏入這區域會永遠陷入沉睡。

## 地理
憤怒之戰（War of Wrath）後，魔法島嶼被移除或至少沒有那麼毒辣。在努曼諾爾（Numenor）的米涅爾塔瑪（Meneltarma）可清楚看見魔法島嶼及伊瑞西亞島。
在原著裡有關魔法島嶼的名字有些混亂：魔法島嶼Enchanted Isles及Magic Isles這兩個名稱也有使用，看似是兩個不同的島嶼或群島，事實上，這是指同一個島嶼。
在《中土世界的歷史》，明珠之塔（Tower of Pearl）也位於魔法島嶼。